# Alessandro Raffaele Torlonia
Principe Alessandro Raffaele Torlonia (Roma, 1º gennaio 1800 – Roma, 7 febbraio 1886) è stato un banchiere italiano, uno dei tre figli maschi di Giovanni Torlonia, capostipite della famiglia, e di Anna Maria Schultheiss, già vedova Chiaveri.
Trascorse gran parte della sua vita ad Avezzano e viene ricordato nella storia per aver dato impulso alla bonifica del territorio della Marsica, prosciugando il lago del Fucino, impresa nella quale impegnò tutte le sue ricchezze ("o io prosciugo il Fucino, o il Fucino prosciuga me").

## Biografia

### Parentela

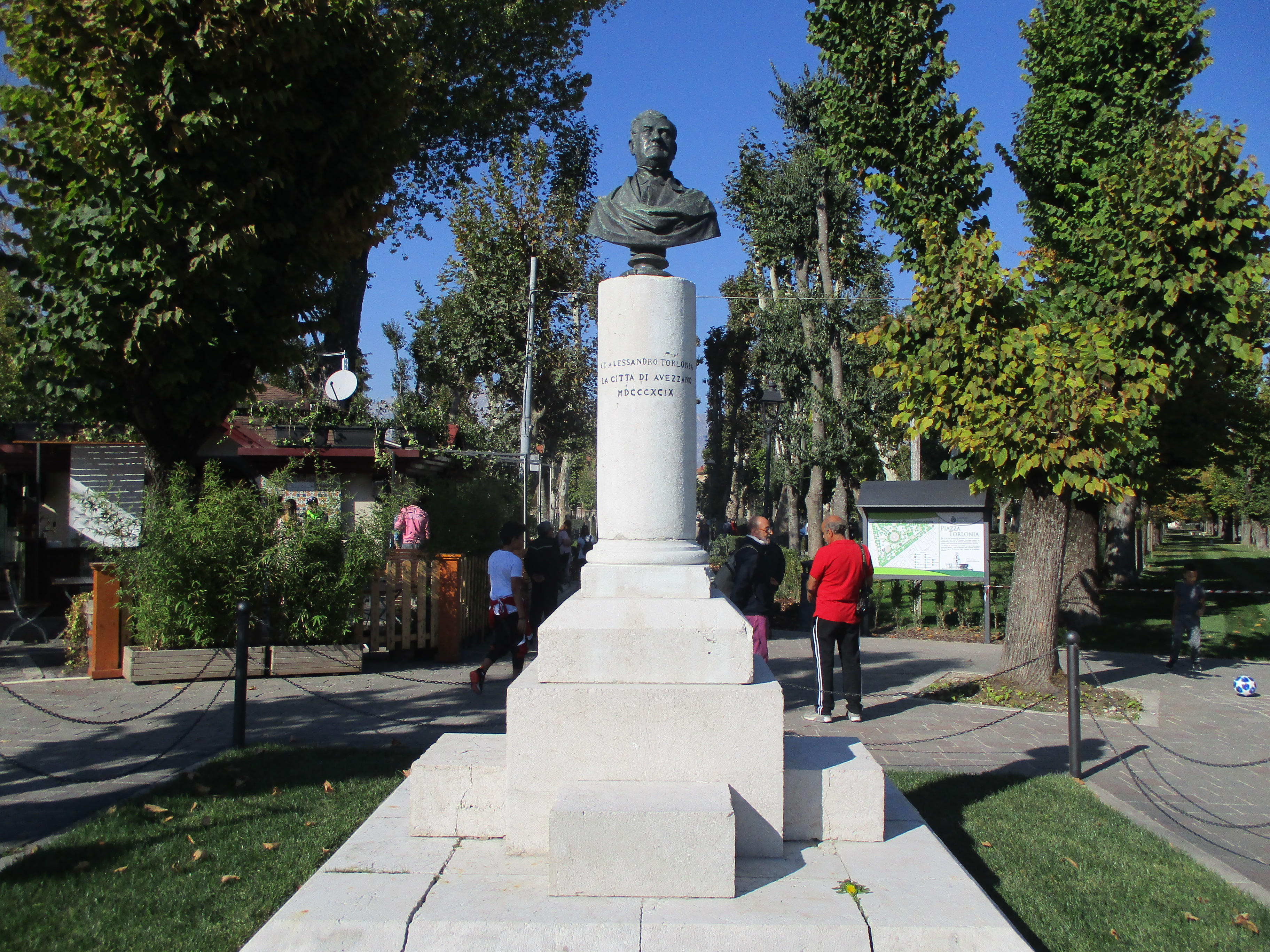
Busto del principe Alessandro Torlonia (1899) in piazza Torlonia ad Avezzano

Figlio maschio terzogenito, ricevette dal padre Giovanni Raimondo i titoli di principe di Civitella Cesi e di marchese di Romavecchia.  Fu poi duca di Ceri (per acquisto dagli Odescalchi nel 1833) e principe di Canino e Musignano (per acquisto dai discendenti di Luciano Bonaparte nel 1853). Infine, nel 1875 fu nominato da Vittorio Emanuele II principe del Fucino per l'impresa che lo rese famoso, il prosciugamento del lago Fucino, completato tra il 1853 e il 1876.
Il 16 luglio 1840 Alessandro Torlonia sposò a Roma Teresa Colonna (1823-1875), figlia di Aspreno I Colonna (1787-1847) dei principi di Paliano, e di Maria Giovanna Cattaneo della Volta (1790-1876).  Dal matrimonio nacquero due figlie: Anna Maria (1855-1901) e Giovanna Giacinta Carolina (1856-1875). 
La maggiore sposò nel 1872 Giulio Borghese, che in virtù di questo matrimonio assunse nel 1873 il cognome Torlonia.  Nel 1875, anno nel quale morirono la moglie Teresa (17 marzo) e la secondogenita Giovanna (22 novembre), Alessandro Torlonia rinunciò a tutti i suoi titoli in favore della figlia maggiore Anna Maria e del marito, che divenne così il secondo principe del Fucino.

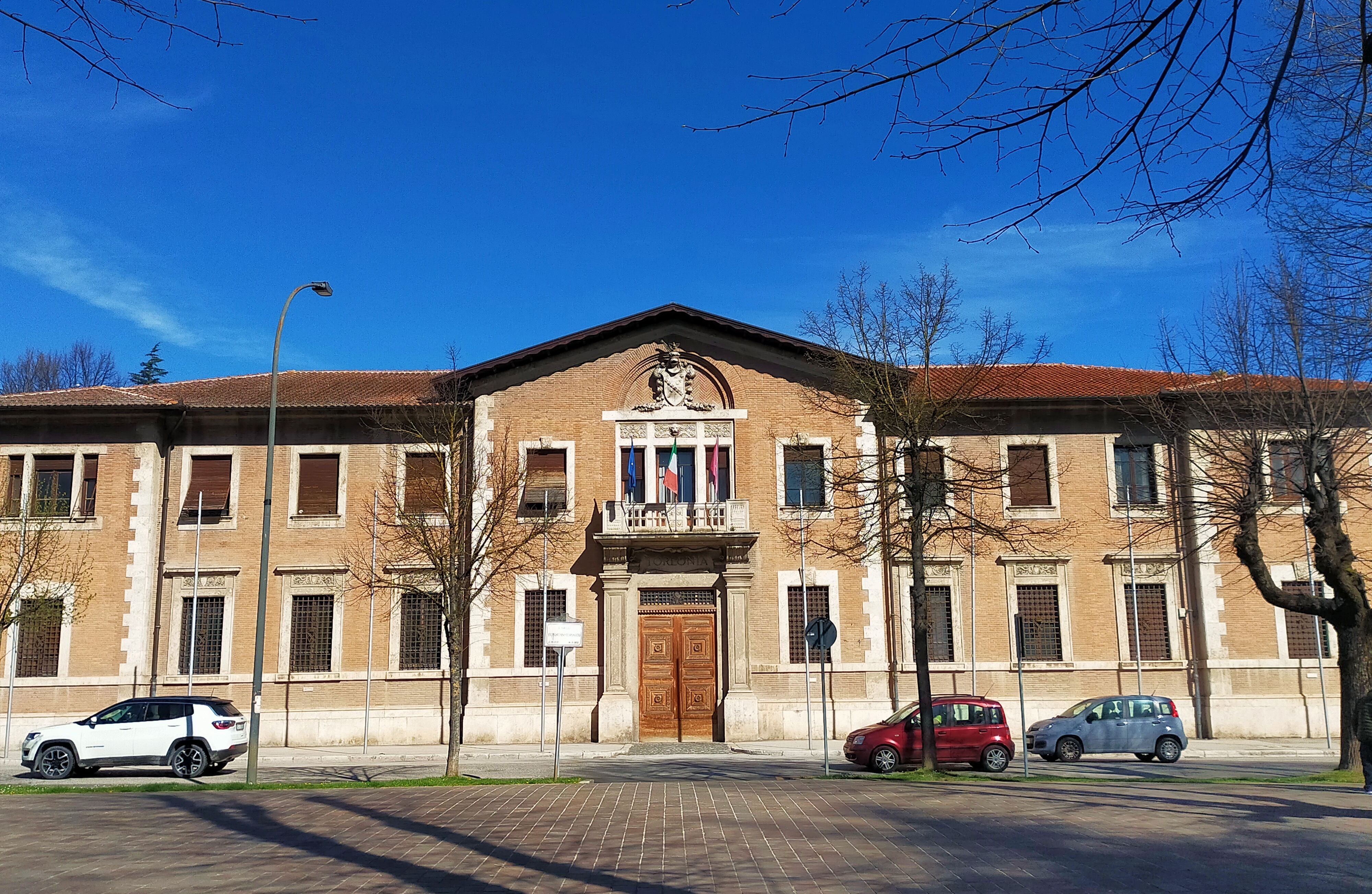
Palazzo Torlonia ad Avezzano

  Da questo matrimonio nacquero Giovanni, Carlo, Teresa (poi sposata Gerini) e Maria (poi sposata Sforza Cesarini).

### Morte della seconda figlia
Per la seconda, morta in giovane età, la sostanziale inesistenza di fonti circa la vita e i motivi della prematura scomparsa, portano ad ipotizzare che fosse affetta da qualche grave infermità, forse collegata alla lunga malattia mentale della madre. Nata a Roma il 19 febbraio 1856, la giovane morì a soli diciannove anni, il 22 novembre 1875 nel Conservatorio Torlonia di cui il padre era il benefattore e proprietario. Non si sa per quale motivo questa figlia del potentissimo principe si trovasse in quell'istituto di carità per fanciulle povere mentre la famiglia viveva nel lussuosissimo palazzo Bolognetti-Torlonia di piazza Venezia. L'ultima notizia di lei si ricava dall'atto di morte pochi mesi dopo sua madre.
Di certo la morte prematura di Giovanna Carolina consentì a suo padre di poter trasmettere intatto alla figlia maggiore Anna Maria il colossale patrimonio da lui accumulato, consentendogli di soddisfare le sue ansie dinastiche con l'obbligo per l'illustre ( ma in quanto cadetto relativamente povero ) futuro genero Giulio Borghese di assumere il cognome Torlonia come previsto dalle clausole del contratto matrimoniale, secondo l'istituto della surrogazione.

### Opere di Alessandro Torlonia e dei primi eredi

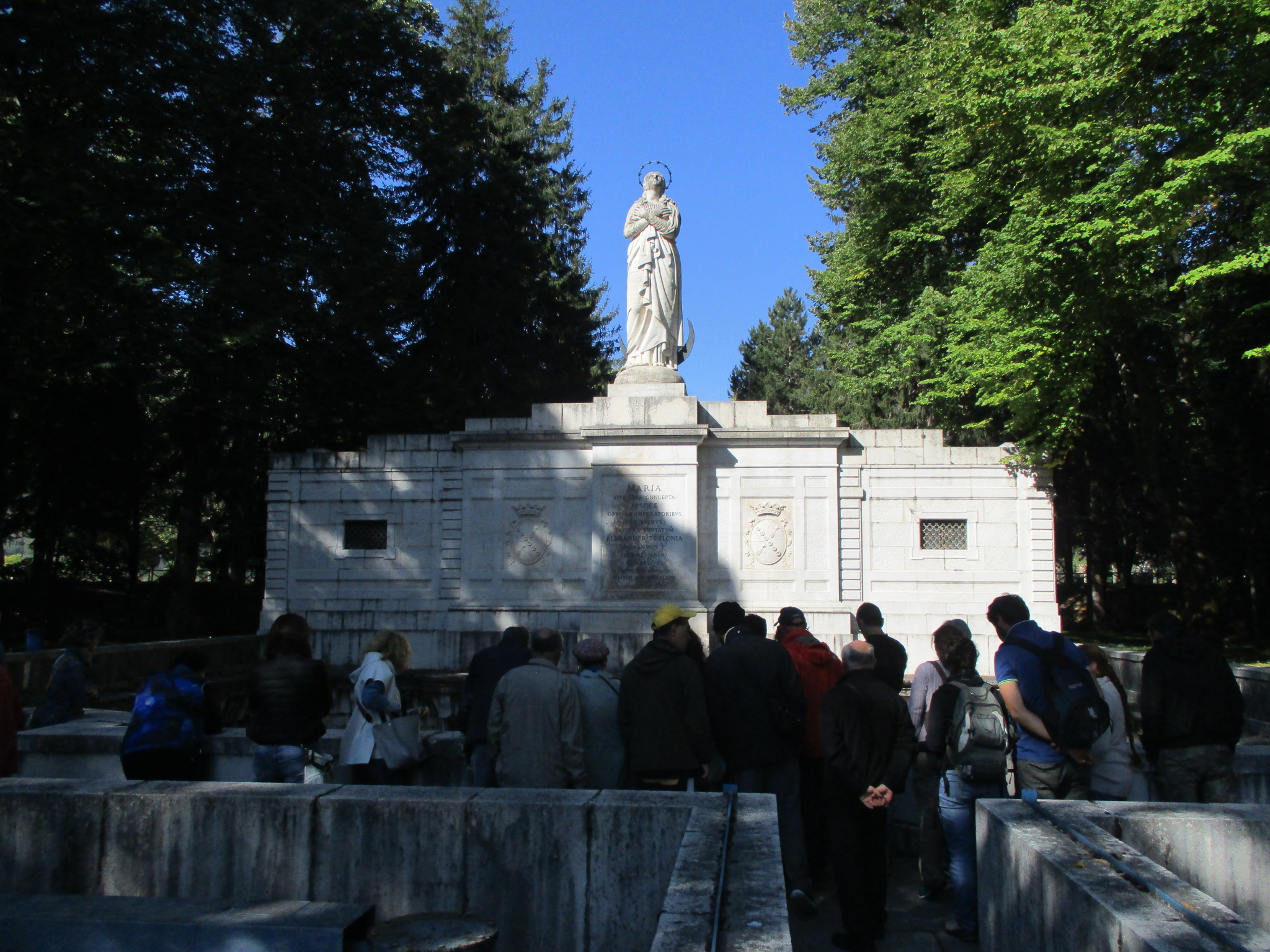
Incile del Fucino, Avezzano

Torlonia fu committente di numerose opere d'arte, tra cui la maggior parte degli edifici della Villa Torlonia di Roma e alcune opere del Canova.
Nella città di Avezzano stabilì la casa Torlonia presso l'omonima villa per amministrare la vasta proprietà terriera derivante dal prosciugamento del lago Fucino. Nella città abruzzese e in altri comuni della Marsica favorì la realizzazione di numerose opere civili e avviò le prime infrastrutture di carattere industriale.
Gli eredi di Alessandro Torlonia, Anna Maria e Giulio, donarono alla città di Avezzano la fontana monumentale realizzata dopo il completamento del primo acquedotto cittadino sulla quale è riportata la seguente iscrizione: "Ad ornamento della città ed il pubblico bene. Anna Maria e Giulio Torlonia eressero e donarono - Compimento delle cittadine aspirazioni le acque defluirono il giorno XXIII-IX-MDCCCXCIX" (23 settembre 1899)".

## Riconoscimenti
Dopo la sua morte un busto in bronzo raffigurante il principe è stato realizzato su un basamento collocato nella piazza-giardino, adiacente all'omonima villa, a lui dedicata ad Avezzano. Il comune abruzzese nel 1865 gli conferì la cittadinanza onoraria. 
A Roma, è dedicata al principe Via Alessandro Torlonia nel Quartiere Nomentano, che costeggia la Villa Torlonia da lui voluta e arricchita. 
Nel 1956, dopo il suo completamento, il Liceo Classico di Avezzano fu intitolato al principe Alessandro Torlonia.

## Titoli
- Duca di Ceri
- Marchese di Romavecchia
- Principe di Civitella Cesi
- 1º principe del Fucino (1875)
- Nel 1875 rinuncia a tutti i suoi titoli in favore della figlia maggiore Anna Maria sposata dal 1872 con Giulio Borghese